# NGC 7557
NGC 7557 est une galaxie lenticulaire située dans la constellation des Poissons. Sa vitesse par rapport au fond diffus cosmologique est de 3 321 ± 32 km/s, ce qui correspond à une distance de Hubble de 49,0 ± 3,5 Mpc (∼160 millions d'al). NGC 7557 a été découverte par l'ingénieur irlandais Bindon Stoney en 1852.
NGC 7557 forme une paire de galaxies avec NGC 7562.

## Classification morphologique
La majorité des sources consultées classifient NGC 7557 comme étant une galaxie spirale (S), sans en préciser le type exact et montrant, chez certaines sources,, une certaine incertitude (le ?). La base de données HyperLeda classifie la galaxie comme étant une lenticulaire (S0). L'image du relevé SDSS, bien de qualité moindre, ne montre la présence évidente de faibles bras spiraux dans NGC 7557 non plus. De plus, la galaxie ne présente pas au premier abord de bandes de poussières et apparaît relativement jaune pâle, et donc pauvre en jeunes étoiles. Ces caractéristiques se rapprochent davantage de celles d'une galaxie lenticulaire. Par conséquent, la classification en tant que galaxie lenticulaire par la base de données HyperLeda semble mieux décrire NGC 7557.

## Groupe de NGC 7619
Selon A. M. Garcia, NGC 7557 est membre du groupe de NGC 7619. Selon lui, ce groupe de galaxies renferme au moins 25 membres. Mais, selon un article plus récent publié par Levy et ses collègues en 2007, certaines galaxies retenues par Garcia font aussi partie d'un groupe de galaxies situé dans le centre de l'amas de Pégasus I,. Selon cet article, ce groupe renfermerait 30 galaxies. La galaxie NGC 7557 est dans la liste de Garcia. Sengupta et coll. font aussi mention de ce groupe dans un article plublié en 2006. Ils n'incluent que 17 galaxies, toutes émettrices de rayon X, mais elles se retrouvent soit dans le liste de Garcia ou dans celle de Levy et souvent dans les deux listes, à l'exception de KUG 2318+079B. La galaxie CGCG 406-086 est une autre désignation pour KUG 2318+079B qui est dans la liste de Levy. De même la désignation Z406-086 est la galaxie CGCG 406-086. En ajoutant la galaxie KUG 2318+079B, on obtient un total d'au moins 43 membres pour ce groupe. Cependant, la galaxie désignée comme [OB97] P05-6 dans la liste de Levy est introuvable dans toutes les sources consultées. Le calcul de la distance moyenne du groupe a donc pris en compte 42 galaxies. Abraham Mahtessian mentionne aussi l'existence de ce groupe, mais toutes les galaxies qu'il inclut dans celui-ci sont aussi dans la liste de Garcia.
La moyenne des distances et des incertitudes des galaxies de la liste de Garcia est de 47,5 ± 3,3 Mpc (∼155 millions d'al) et celle de Levy et ses collègues est de 49,7 ± 3,5 Mpc (∼162 millions d'al). La moyenne des distances et des incertitudes des galaxies des deux groupes réunis est de 49,1 ± 3,9 Mpc (∼160 millions d'al).